# 1823 en musique classique
| \| • Retour à la chronologie générale de la musique classique • \| |
| Grèce • Rome • Haut Moyen Âge • VIIIe siècle • IXe siècle • Xe siècle • XIe siècle XIIe siècle • XIIIe siècle • XIVe siècle • XVe siècle • XVIe siècle • XVIIe siècle XVIIIe siècle • XIXe siècle • XXe siècle • XXIe siècle |
| • Retour à la chronologie générale de la musique classique • |

| Années en musique classique : 1820 - 1821 - 1822 - 1823 - 1824 - 1825 - 1826    |
| Décennies en musique classique : 1790 - 1800 - 1810 - 1820 - 1830 - 1840 - 1850 |

Cet article présente les faits marquants de l'année 1823 en musique.

## Événements
- 3 février : Sémiramis, opéra de Rossini essuie un échec à Venise.
- 6 février : La vestale de Giovanni Pacini, à la Scala de Milan
- 30 mai : Aristeo, cantate de Gaetano Donizetti, livret de Giovanni Schmidt, donnée à Naples, Teatro San Carlo.
- 2 juillet : Alfredo il grande, premier opéra seria napolitain de Gaetano Donizetti, livret d'Andrea Leone Tottola, est créé au Teatro San Carlo. C'est un échec.
- 3 septembre : Il fortunato inganno (L'heureuse tromperie), opéra-bouffe (opera buffa) en 2 actes, musique de Gaetano Donizetti, livret d'Andrea Leone Tottola, créé au Teatro Nuovo de Naples. Nouvel échec pour le compositeur.
- 25 octobre : Euryanthe, opéra de Carl Maria von Weber, créé à Vienne au Theater am Kärntnertor.

Date indéterminée
- Ludwig van Beethoven compose :
  - la Symphonie no 9;
  - les Variations Diabelli.
- Franz Schubert compose : 
  - le cycle de lieder Die schöne Müllerin.
  - La Sonate pour piano no 14 
  - La musique de scène Rosamunde D.797 sur un livret d'Helmina von Chézy.

## Prix de Rome
1er Prix : Édouard Boilly et Louis Ermel, 2e Prix : Maximilien Simon et Théodore Labarre avec la cantate Thisbé.

## Naissances

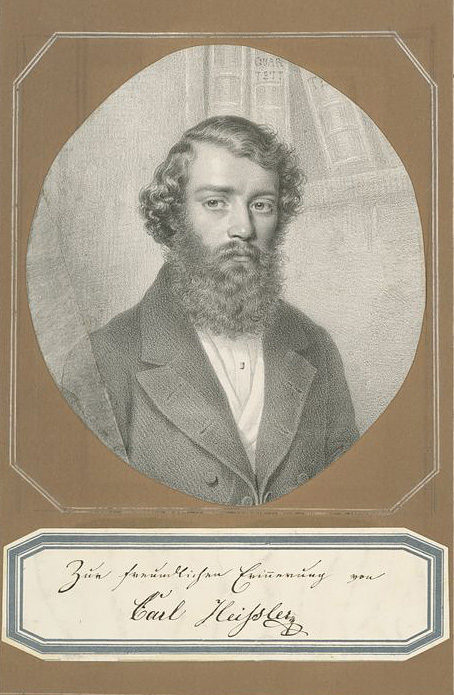
Carl Heissler

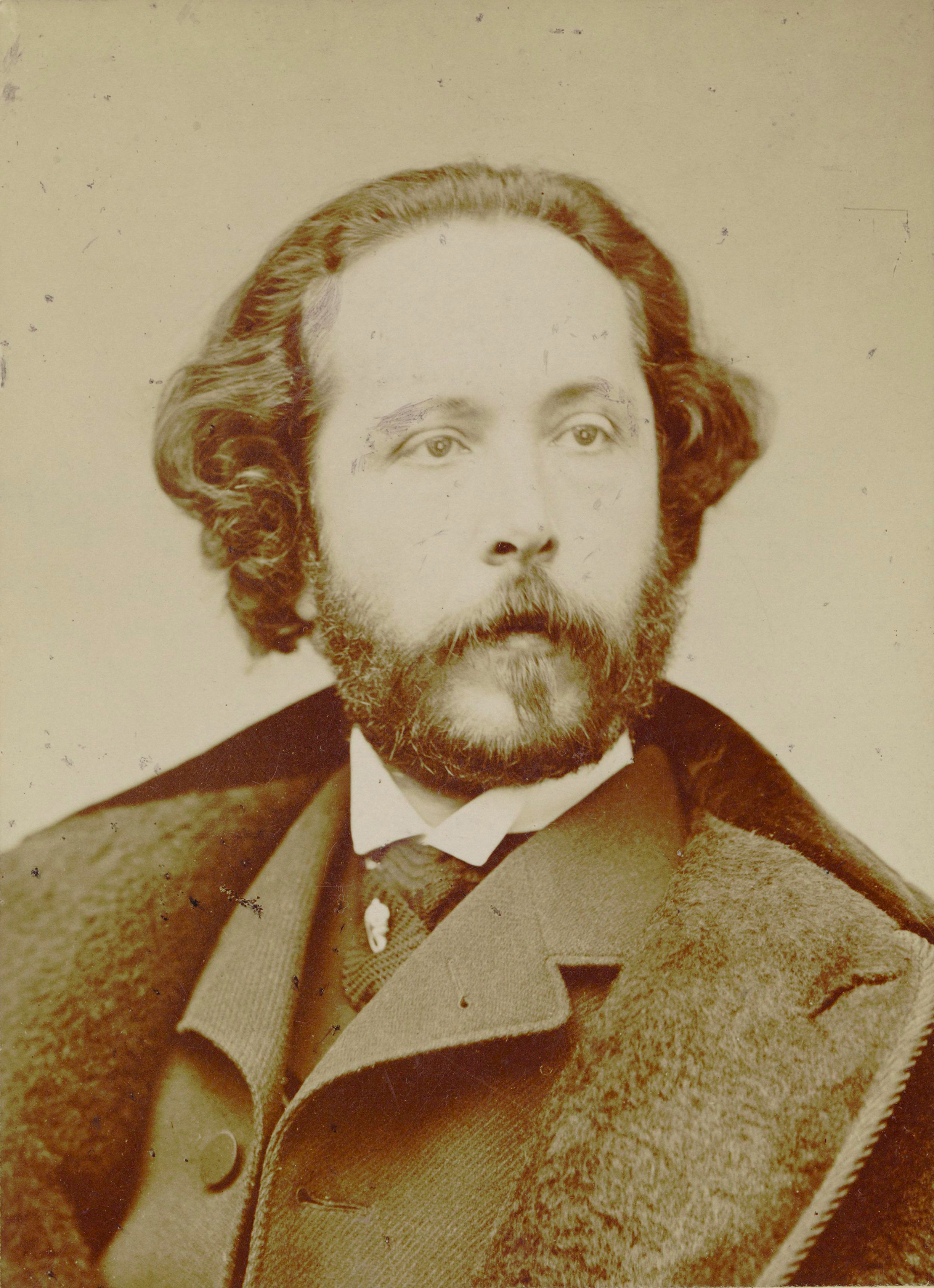
Édouard Lalo

- 3 janvier : Jacques-Nicolas Lemmens, organiste et compositeur belge († 30 janvier 1881).
- 18 janvier : Carl Heissler, violoniste et altiste autrichien († 13 novembre 1878).
- 27 janvier : Édouard Lalo, compositeur français († 22 avril 1892).
- 7 février : Richard Genée, librettiste et compositeur († 15 juin 1895).
- 24 février : Jean-Baptiste Mohr, corniste, compositeur et chef d’orchestre français († 14 avril 1891).
- 16 mars : William Henry Monk (en), organiste, musicien d'église et éditeur de musique anglais († 1er mars 1889).
- 17 avril : Jules Cressonnois, chef d'orchestre et compositeur français († 20 mars 1883).
- 29 mai : Jules Cerclier, trompettiste, compositeur et pédagogue français († 15 juillet 1897).
- 28 juin :
  - Jules Adenis, journaliste, librettiste et auteur dramatique français († 7 février 1900).
  - Louise Lavoye, soprano française († 10 octobre 1897).
- 15 juillet : Julius Goltermann, violoncelliste et compositeur allemand († 4 avril 1876).
- 3 août : Francisco Asenjo Barbieri, compositeur espagnol de zarzuelas († 17 février 1894).
- 14 août : Karel Miry, compositeur belge († 3 octobre 1889).
- 15 août : Léon Gastinel, compositeur français († 18 octobre 1906).
- 4 octobre : Alceste Cœuriot, cantatrice française, mezzo-soprano († 17 avril 1893).
- 5 octobre : Vincenzo Battista, compositeur Italien († 14 novembre 1873).
- 21 octobre : Emilio Arrieta, compositeur espagnol († 11 février 1894).
- 26 novembre : Thomas Tellefsen, compositeur et pianiste norvégien († 6 octobre 1874).
- 1er décembre : Ernest Reyer, compositeur français († 15 janvier 1909).
- 10 décembre : Theodor Kirchner, compositeur, chef d'orchestre, organiste et pianiste allemand († 18 septembre 1903).
- 23 décembre : Juliette Dillon, organiste, pianiste, compositrice et journaliste musicale française († 8 août 1854).

Date indéterminée
- Amand Vanderhagen, clarinettiste et compositeur flamand († juillet 1822).

## Décès

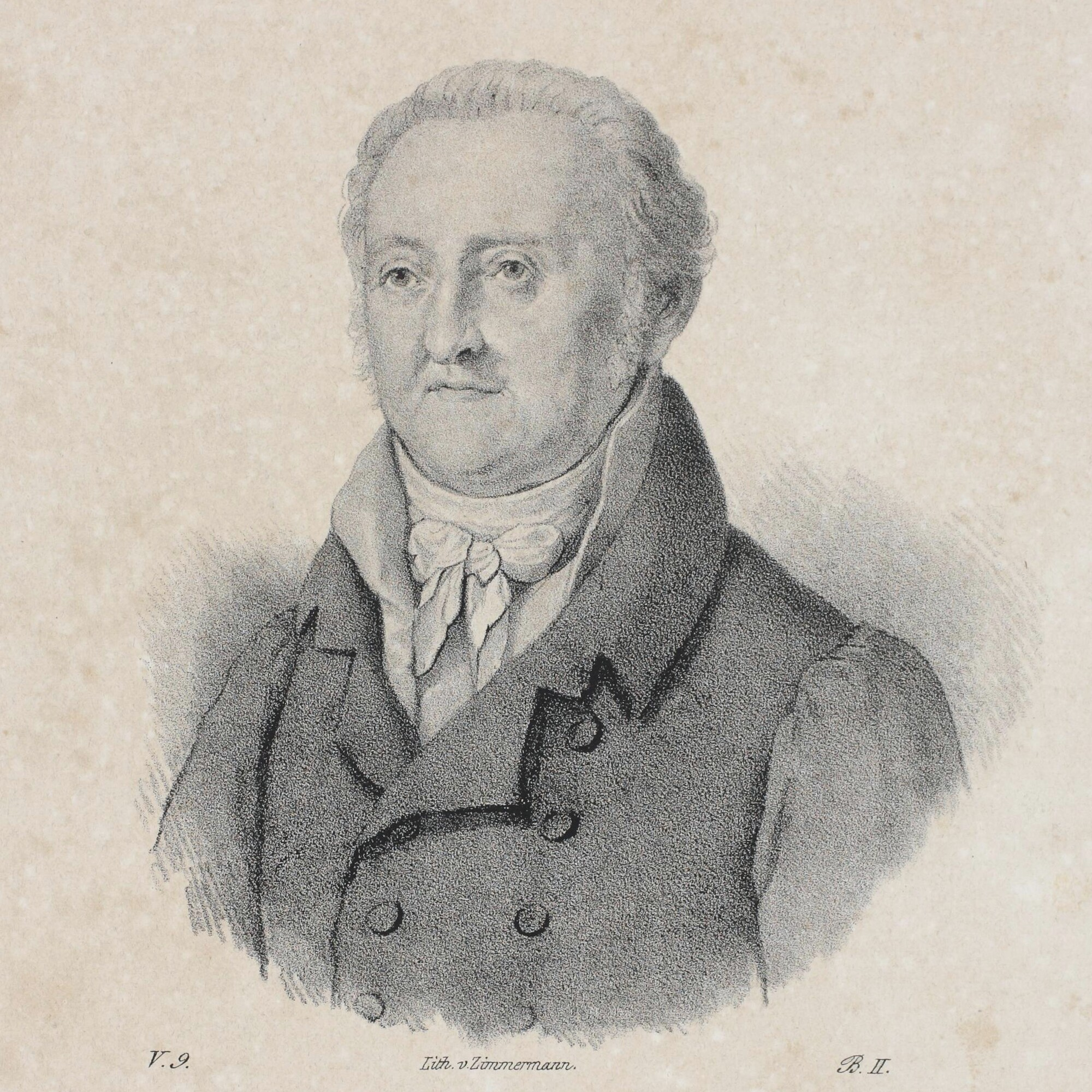
Johann Gottfried Schicht

- 15 janvier : Barthélemy Baur, harpiste et compositeur français (° 28 août 1751).
- 16 février : Johann Gottfried Schicht, compositeur et chef d'orchestre allemand (° 29 septembre 1753).
- 1er mars : Pierre-Jean Garat, baryton français (° 26 avril 1762).
- 18 mars : Jean-Baptiste Bréval, violoncelliste et compositeur français (° 6 novembre 1753).
- 27 mars : Jacques-Michel Hurel de Lamare, violoncelliste français (° 1er mai 1772).
- avril : Jacques Widerkehr, violoncelliste et compositeur français (° 18 avril 1759).
- 1er avril : Daniel Hünten, organiste, guitariste et compositeur allemand (bapt 3 septembre 1760).
- 16 avril : Benoît Pollet, harpiste et compositeur français (° 1753).
- 17 septembre : Charles-Joseph Loeillard d'Avrigny, poète et librettiste français (° 1760).
- 20 septembre : Daniel Steibelt, compositeur et pianiste virtuose allemand (° 22 octobre 1765).
- 12 novembre : Emmanuel Alois Förster, compositeur, théoricien et pédagogue autrichien (° 26 avril 1748).
- 15 novembre : Luigi Caruso, compositeur italien (° 25 septembre 1754).
- 27 novembre : Henry Smart, violoniste et compositeur anglais (° 1778).
- 13 décembre : Michel Dieulafoy, librettiste et dramaturge français (° 1762).
- 19 décembre : Nicolas-Joseph Hüllmandel, compositeur, claveciniste, pianiste et joueur d’harmonica de verre alsacien (° 23 mai 1756).

Date indéterminée
- Federigo Fiorillo, violoniste, altiste et compositeur allemand (° 1er juin 1755).
- Charles Gabriel Foignet, compositeur français, professeur de clavecin, de harpe, de solfège et d'interprétation vocale (° 1750).
- Étienne-François Gebauer, compositeur et flûtiste français (° 7 mars 1776).
- Jean-Henri Levasseur, violoncelliste, professeur et compositeur français (° vers 1763).